# Hur skall det gå med Pinnebergs?
Hur skall det gå med Pinnebergs? (tysk titel: Kleiner Mann – was nun?) är en roman från 1932 av Hans Fallada. Gerd Bausch-Lilliehööks svenska översättning från år 1933 fick titeln Hur ska det gå med Pinnebergs? Titeln behölls inte på Aimée Delblancs nyöversättning från år 2014, som i stället heter Hur ska det gå för Pinnebergs?.
Boken publicerades 1932, förkortad med ungefär en fjärdedel, året innan Adolf Hitler tog över makten i Tyskland, och skildrar Weimarrepublikens sista tid. Den blev en omedelbar succé i Tyskland, där den idag betraktas som en modern klassiker. Boken var Falladas genombrott som skönlitterär författare.
1934 hade den amerikanska filmen Little Man, What Now? premiär, baserad på Falladas roman, med Douglass Montgomery och Margaret Sullavan i huvudrollerna. Den visar det unga Tyskland och dess situation under denna period, med effekterna efter första världskriget och den senare ekonomiska krisen.
Handlingen rör sig kring den nygifte bokhållaren Johannes Pinneberg och hans hustru, butiksbiträdet Emma "Lämmchen" Mörschel. Hon har precis fått reda på att hon är gravid då hennes make blir avskedad och måste finna ett nytt arbete mitt under den ekonomiska krisen. Pinneberg börjar arbeta som försäljare på ett av Berlins stora varuhus, det fiktiva Mandels. Men pressen där är hård, varje försäljare har ett krav på sig att sälja för ett visst belopp för att inte bli avskedad vilket medför att konkurrensen blir brutal på varuhuset. Samtidigt tvingas det unga paret att flytta vidare på samma gata, sedan det framkommit att Johannes mor "tar emot herrbesök". Varefter Johannes sparkas och måste flytta med sin hustru till en kolonistuga i östra Berlin. 
Fallada ger en detaljerad beskrivning av levnadsförhållandena för den tidens tjänstemän i Tyskland. Han visar också på hur arbetsmarknaden påverkas av fackföreningar, myndigheter och avskedanden. Näringslivet föser samman människor ur samma klass i konkurrens vilket lockar fram allas värsta sidor. 
En oförkortad version av romanen, på originalspråk, publicerades först 2016.